# 73e régiment d'infanterie (France)

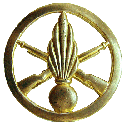
insigne de béret d'infanterie

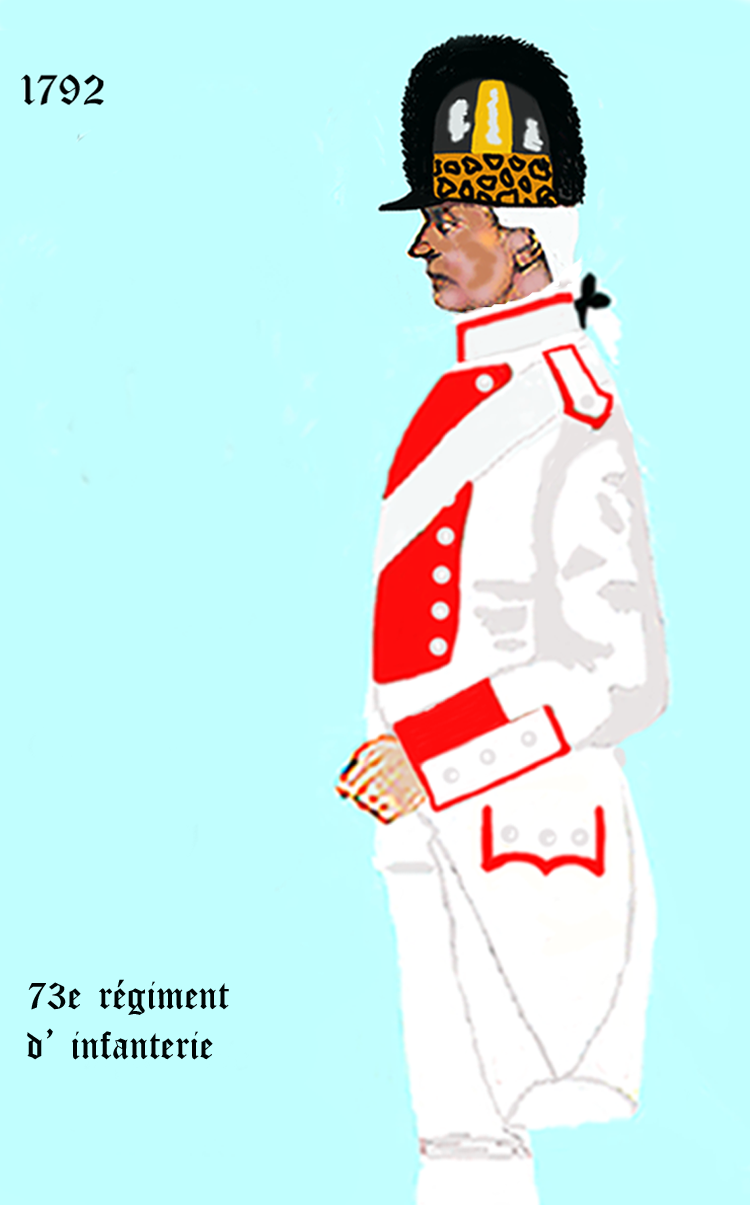
Uniforme du régiment par décret d'application de 15 janvier 1792

Le 73e régiment d'infanterie (73e RI) est un régiment d'infanterie de l'Armée de terre française créé sous la Révolution à partir du régiment Royal-Comtois, un régiment français d'Ancien Régime.

## Création et différentes dénominations
- 1674 : ancien régiment de Listenay.
- 1685 à 1791 : régiment Royal-Comtois

- 1871 : 73e régiment de marche
- 1939 : 73e régiment d'infanterie

## Chefs de corps
- 1791[1] : Colonel Jean-Hippolyte Delpéré Cardaillac[2]

- 1791 : Colonel Jean-Baptiste André Lautz de la Voulte
- 1793 : Colonel François Léon Lebrun (*)
- 1796 : Chef de brigade Houdet
- 1797 : Chef de brigade Armand Nicolas Wouillemont de Vivier
- 1800 : Chef de brigade Louis François Coutard
- 1855 : général de brigade Jean Joseph Gustave Cler
- 1870 : Charles René Stanislas Supervielle, mort pour la France lors de la Bataille de Saint-Privat le 18 août 1870.
- 1899 : Théodore ODOUL (1842-1919)
- 1905 : Colonel Verrier
- 1939 : lieutenant-colonel Terrier

## Historique des garnisons, combats et batailles du73eRI

### Ancien Régime
- Régiment Royal-Comtois

### Guerres de la Révolution et de l'Empire

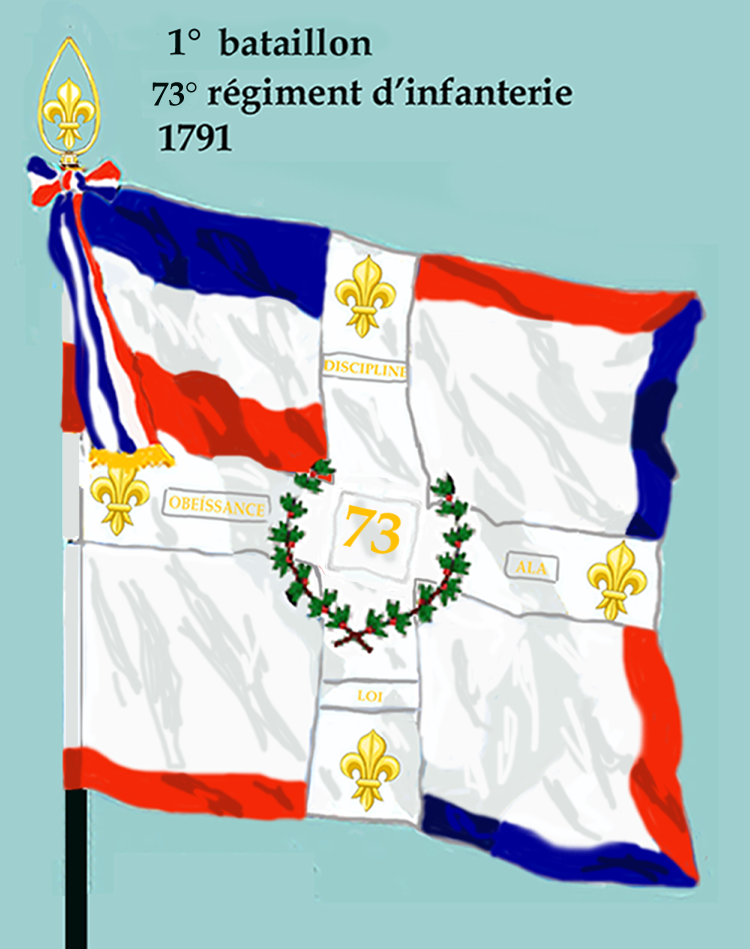
Drapeau du 1er bataillon du 73e régiment d'infanterie de ligne de 1791 à 1793
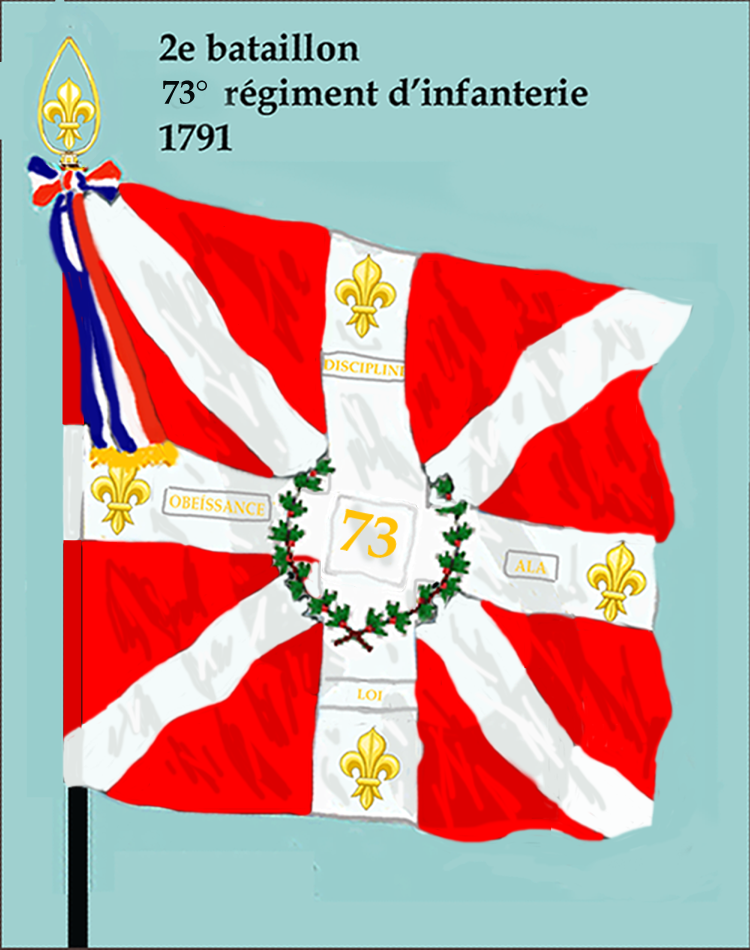
Drapeau du 2e bataillon du 73e régiment d'infanterie de ligne de 1791 à 1793

- 1793 : Siège de Valenciennes

### 1870 à 1914
Le 24 novembre 1870, durant la guerre franco-allemande les compagnies de marche du 73e régiment d'infanterie de ligne qui composaient le 44e régiment de marche furent engagés dans les combats de Chilleurs, Ladon, Boiscommun, Neuville-aux-Bois et Maizières dans le Loiret
- Le 9 janvier 1871, les compagnies de marche du 73e régiment d'infanterie de ligne qui composaient le 44e régiment de marche furent engagés dans la bataille de Villersexel

Le 73e régiment est stationné à Béthune et à Aire-sur-la-Lys.

### Première Guerre mondiale

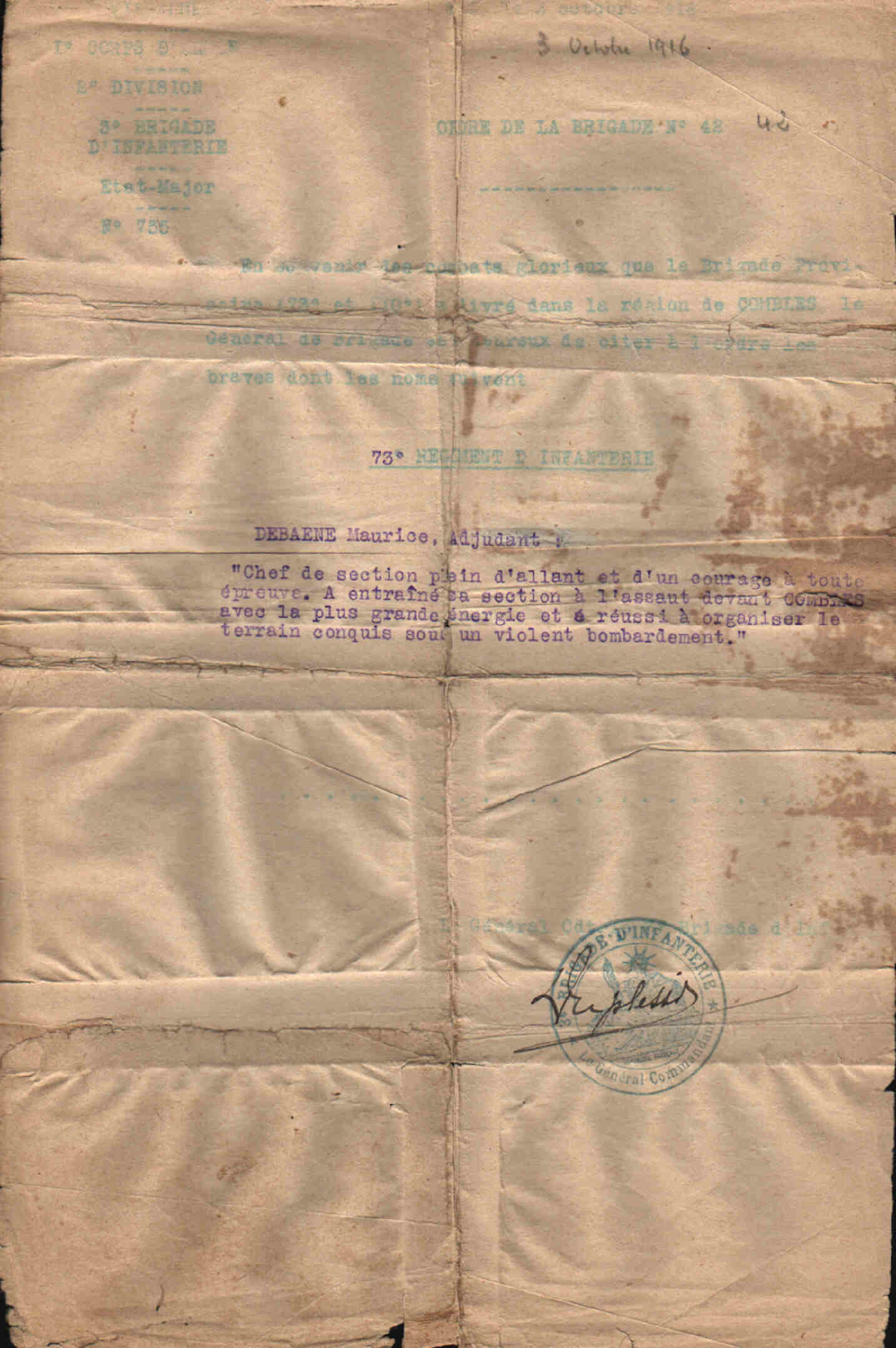
Citation à l'ordre du d'infanterie le 3 octobre 1916 pour Maurice Debaene devant Combles au cours de la bataille de la Somme.

Casernement en 1914 : Béthune ; Hesdin ; Aire-sur-la-Lys. À la 3e brigade ; 2e division d'infanterie ; 1er corps d’armée.
À la 2e division d'infanterie d'août 1914 à novembre 1916 puis à la 51e division d'infanterie de novembre 1916 jusqu'en novembre 1918.
Il est commandé par le colonel Louis Bernard (militaire)

#### 1914

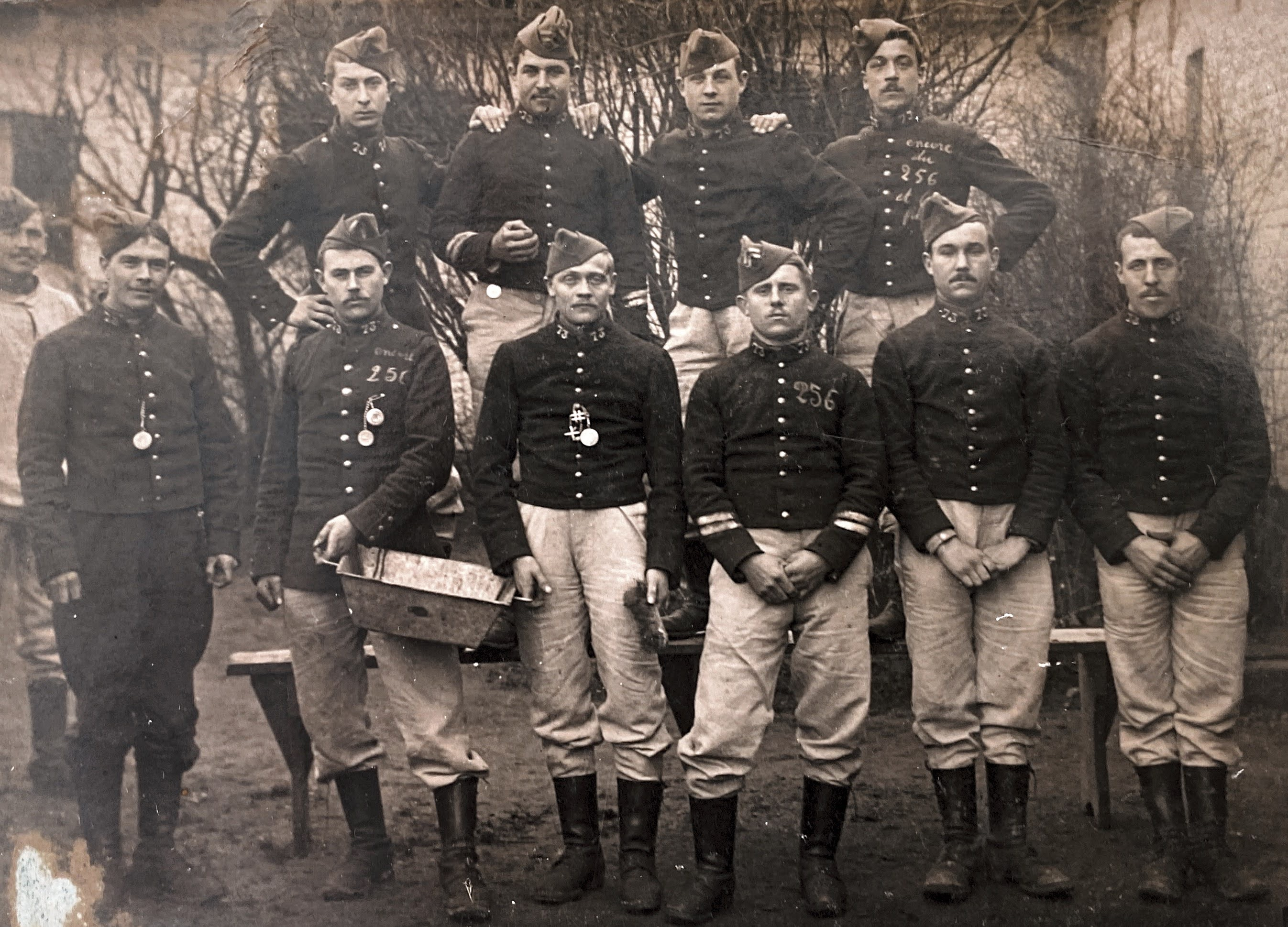
Soldats du 73e Régiment à Aire sur la lys au debut 1914 à 256 jours de la quille.

- Le 13 août la 2e division d'infanterie entre en Belgique. Le 73e défend les ponts de Dinant et de Bouvignes. Le 73e se bat vaillamment pour empêcher les Allemands de franchir la Meuse.
- 23 août : bataille de Charleroi. Le régiment est placé à l'aile droite de la bataille.
- 29 août : bataille de Guise
- Bataille de la Marne. Le régiment participe en 1914 aux combats dans les marais de Saint-Gond[3] et devant Combles pendant la bataille de la Somme[4].

#### 1915
- Champagne
- Région de Saint-Mihiel
- Aisne
- Les Éparges

Le 29 juin 1915 le lieutenant Aymar de Quendo de Tonquédec officialise la création d'une fanfare constituée de binious, de bombardes, de tambours et de clairons. l'adjoint de son capitaine Léopold Moreau de Bellaing maintient la " fanfare de binious" bref un bagad mais en 1919 le 73 RI est dissous . Léopold de Bellaing conserve les instruments : une clarinette, deux binious et sept bombardes. En 1952 Yves de Bellaing donne l'ensemble ainsi que des partitions et plusieurs photos au Musée des arts et traditions populaires de Paris dont les collections ont été transférées au MuCEM de Marseille. (source bibliothèque de rennes )

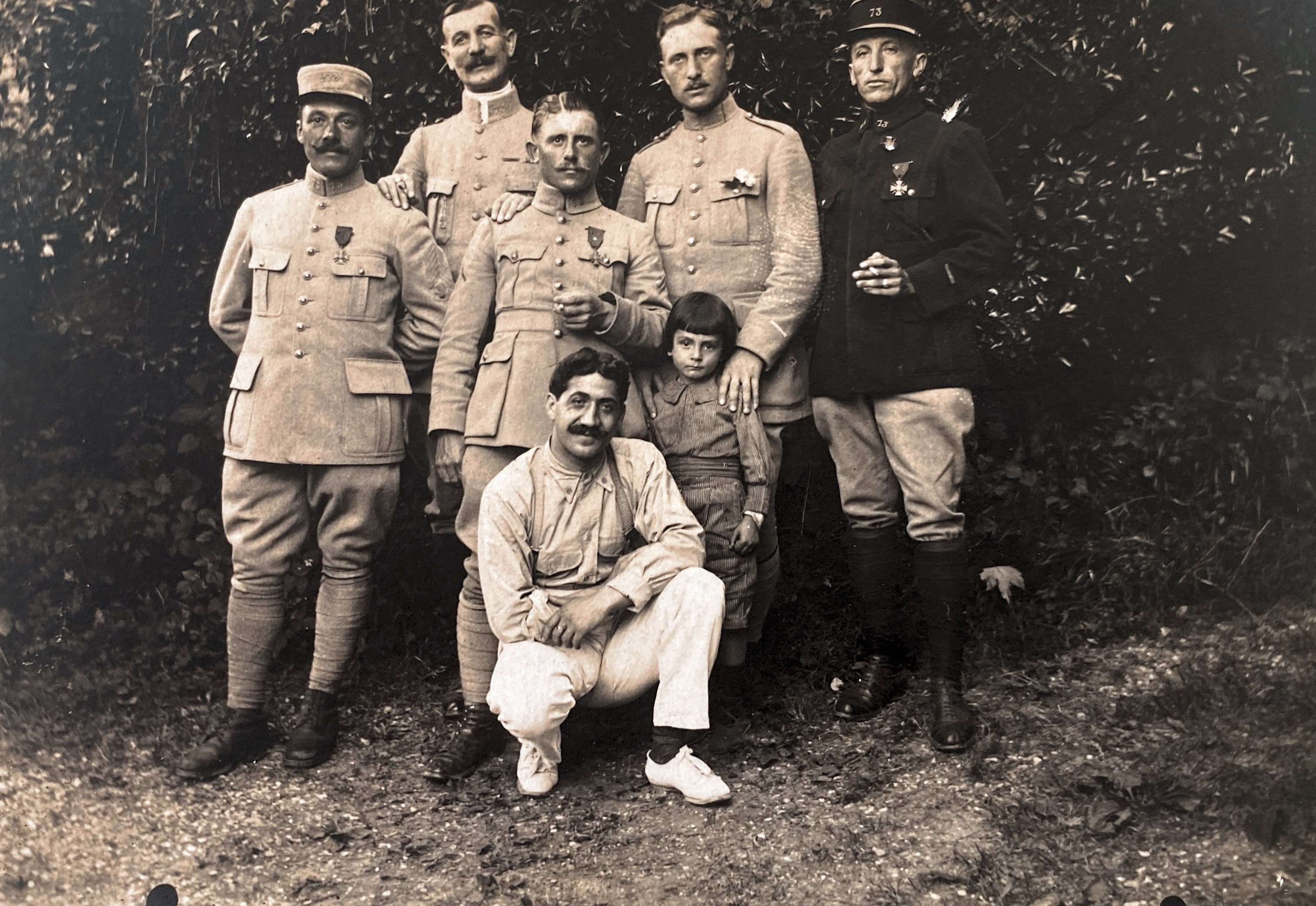
Sous-officiers du 73e décorés de La Croix de guerre, probablement en 1915. M.Debaene 3e a partir de la gauche.

#### 1916
- Bataille de Verdun
- Bataille de la Somme

#### 1917
- Bataille du Chemin des Dames
- Offensive des Flandres

#### 1918
- Bataille de l'Aisne
- Bataille de la Marne
- Alsace
- Oise.

#### Après-guerre
Le régiment est dissout le 16 février 1920, servant à la formation du 3e bataillon du 33e RI à Aire-sur-la-Lys.

### Seconde Guerre mondiale
Formé le 7 septembre 1939 sous les ordres du Lieutenant-Colonel Terrier, il appartient à la 2e division d’infanterie. Région militaire, Centre mobilisateur d'infanterie; réserve A RI type NE ; il est mis sur pied par le CMI 11.

## Drapeau
Il porte, cousues en lettres d'or dans ses plis, les inscriptions suivantes :
- Jemmapes 1792
- Gênes 1800
- Sébastopol 1855
- Solférino 1859
- Verdun 1916
- Flandres 1917
- L'Aisne 1918

## Décorations
Sa cravate est décorée de la Croix de guerre 1914-1918  avec trois citations à l'ordre de l'armée.
il a le droit au port de la fourragère aux couleurs du ruban de la croix de guerre 1914-1918.

## Personnalités ayant servi au sein du régiment
- Jules Battesti (1858-1914), général français ;
- Jean Duclos (1895-1957), homme politique français ;
- André Parant (1897-1941), résistant français, Compagnon de la Libération.

## Sources et Bibliographie
- À partir du Recueil d'Historiques de l'Infanterie Française, Général Andolenko - Eurimprim 1969.
- Historique du 73e régiment d'Infanterie pendant la guerre 1914-1918, Imprimerie Berger-Levrault, Nancy-Paris-Strazbourg.